# Лівий Володимир Михайлович
Володимир Лівий (псевдо: «Митар», «Йордан», «Роман», «Орлів», «Суворов», «С-99/1»; нар. 3 лютого 1919, с. Болехівці Дрогобицький повіт ЗУНР, нині Дрогобицький район Львівська область — пом. 5 грудня 1948, с. Топільське Перегінський район Станіславська область, нині Калуський район Івано-Франківська область) — український військовик, майор УПА, референт Служби Безпеки Карпатського крайового проводу ОУН.

## Життєпис
У 1936 р. Закінчив сільську школу, далі навчався в гімназії. Член ОУН з 1937 р. Засуджений Станіславським окружним судом у 1939 р. до 12 років ув'язнення. Вийшов на волю з падінням Польщі. В 1940-1941 рр. закінчив школи розвідки в містах Брандебург та Закопане. 
Повернувся в Галичину з похідною групою ОУН. Референт СБ Коломийського окружного проводу ОУН (194-1942), референт СБ Станіславського обласного проводу ОУН (1942-13.12.1944), референт СБ Карпатського крайового проводу ОУН (13.12.1944-5.12.1948). 
Загинув 5 грудня 1948 року в с. Топільське у криївці разом із дружиною Дарією Цимбалістою — провідником жіноцтва Коломийського окружного проводу ОУН «Оля» та друкаркою Самарик Ольгою «Тетяна».

## Вшанування пам'яті
В Топільському жителями встановлено і освячено 4 серпня 2019 року пам'ятний хрест загиблому герою та полеглим з ним підпільницям.